# Richard Rider
Richard Rider più conosciuto come Nova I, è un personaggio dei fumetti, creato da Marv Wolfman (testi) e John Buscema (disegni) nel 1976, pubblicato dalla Marvel Comics. Ha esordito sul numero 1 della testata omonima.
Nella classifica stilata nel 2011 da IGN, si è posizionato al 98º posto come più grande eroe della storia dei fumetti, dopo Adam Strange e prima di Wasp.

## Storia editoriale
Il personaggio fu ideato da Marv Wolfman e Len Wein nel 1966 sulla fanzine Super Adventures. Sette anni dopo, John Romita Sr. modificò il design del personaggio. Nova debuttò quindi in Nova#1 nel 1976, scritto da Marv Wolfman e disegnato da John Buscema. Wolfman intendeva il personaggio come un omaggio allo Spider-Man di Stan Lee e Steve Ditko. La serie originale di Nova, The Man Called Nova, durò 25 numeri dal settembre 1976 a maggio 1979, e le trame lasciate in sospeso furono risolte nei numeri 206-214 di Fantastic Four (scritti da Wolfman) e nel numero 24 di Rom the Spaceknight. Il personaggio svanì fino al suo ritorno come membro dei New Warriors in The Mighty Thorì#411 (dicembre 1989), New Warriors#1-75 e New Warriors Annual#1-4 (Luglio 1990-Settembre 1996).
Dopo altre due serie di Nova, Nova (seconda serie) #1-18 (Gennaio 94-Giugno 95) e Nova the Human Rocket#1-7 (Maggio-Novembre 1999), il personaggio ritorna nella seconda e nella terza serie di New Warriors. Dopo essere stato uno dei protagonisti della saga Annihilation, Nova ebbe una quarta serie che durò 36 numeri (Aprile 2007-Aprile 2010). La quarta serie aveva dei collegamenti con Annihilation: Conquest, Secret Invasion e War of Kings e venne conclusa con L'Ordine di Thanos (Maggio 2010-Febbraio 2011).
Nova apparve come membro dei Vendicatori Segreti nei primi quattro numeri della serie (Maggio-Agosto 2010).

## Biografia del personaggio
Richard Rider ricevette il potere di Nova da Rhomman Dey, un alieno scappato da Xandar, suo pianeta d'origine e base del Nova Corps, un corpo di polizia galattico di cui faceva parte. Richard guadagnò una forza maggiore, la capacità di volare e un costume che fungeva da supporto vitale.
Dopo essersi fatto una reputazione come supereroe a New York, Rider fu chiamato dal corpo per aiutare nella ricostruzione di Xandar, distrutta da un nemico del corpo Nova, ma desideroso di tornare a casa chiese di poter far ritorno e il corpo diede a Richard un ultimatum: ritornare sulla terra senza poteri o rimanere a Xandar.
Rider scelse di non fare più parte del corpo Nova e ritornò sulla terra come un ragazzo qualunque. Un membro dei New Warriors, Night Thrasher, intuì che i poteri di Nova erano stati solo sopiti e per provare la sua teoria per poco non uccise Nova buttandolo giù da un palazzo. Nova decise di entrare nei New Warriors di cui fu un membro attivo per molti anni.

### Annihilation
Ad un certo punto Nova se ne andò dal reality show televisivo in cui partecipavano i New Warriors perché convocato dai suoi superiori che lo richiamarono per affrontare Annihilus e i suoi alleati. Fine ultimo di Annihilus era quello di eliminare ogni forma di vita sia dal suo universo, la zona negativa, sia dall'universo Marvel.
Salvatosi per miracolo dallo sterminio dell'intero corpo Nova e dalla distruzione totale del pianeta Xandar (pianeta madre del corpo di polizia intergalattica), Richard Rider (centurione 11249-44396 dei Nova Corps) si accorse ben presto di essere rimasto l'ultimo membro dei Nova. Poco dopo, si fuse con l'Uni-mente xandariana, una specie di supercomputer, depositario di tutta la conoscenza (avanzatissima) di Xandar, nonché dell'intera forza Nova. Grazie all'Uni-mente, adesso integrata alla sua tuta, riesce a gestire al meglio il suo immenso potere che è, a livello teorico, illimitato. Il computer, inoltre gli rammenta spesso che la forza Nova racchiusa in lui deve essere ridotta, donandola a qualcuno degno di possederla, poiché l'energia è smisurata e minaccia di distruggerlo o peggio, di farlo impazzire qualora ne perdesse il controllo.
Durante la guerra Nova prende il comando del Fronte Unito, un gruppo di soldati atti a sconfiggere Annihilus (tra i quali figurano: Drax il Distruttore, Star-Lord, Phyla-Vell, Ronan l'Accusatore, il Super-Skrull, Gamora e gli ex araldi di Galactus: Firelord, Red Shift, e Stardust). Alla fine della guerra sarà proprio Nova, rimasto solo, ad uccidere Annihilus.

### Civil War: L'Iniziativa
Rider ritornerà sulla terra dopo gli eventi di Civil War per fare una pausa dopo tante peripezie nello spazio.
Verrà contattato da Iron Man, ora direttore dello S.H.I.E.L.D. che gli darà 24 ore per registrarsi altrimenti dovrà essere arrestato. Richard verrà attaccato da una nuova versione dei Thunderbolts, di cui fa parte il suo amico Robbie Baldwin alias Penance (l'ex Speedball dei New Warriors).
Dopo lo scontro, interrotto da Iron Man, si renderà conto che, ormai, la Terra non è più il suo posto e deciderà di ritornare nello spazio per aiutare i sopravvissuti dell'Annihilation.

### Annihilation: Conquest
Mentre Rider cerca di aiutare i Kree contro la minaccia dei Phalanx, viene infettato dal Techno-organic virus. L'Uni-mente così decide di ingaggiare un altro centurione Nova mentre tenta di guarire Richard, la scelta cade su Ko-Rel, una comandante locale. Rider continua la sua avventura comandato dai Phalanx fino a quando Ko-Rel, nel tentativo di farlo ragionare, viene uccisa da Gamora (anch'ella sotto l'effetto del Techno-organic virus).
Cercando una cura per aiutare i suoi amici, Nova finisce nel pianeta Kvch, casa dei Technarchy. Gli ultimi due rimasti (Warlock e suo figlio Tyro) curano Rider, Drax e Gamora dopo aver ricevuto l'aiuto del centurione. I cinque tornano sul pianeta natale dei Kree per aiutare a sconfiggere i Phalanx.

### Secret Invasion
Durante l'invasione degli Skrull Nova viene catturato da un gruppo di Super-Skrull con l'intenzione di eliminarlo, ma Richard
viene salvato dal Super-Skrull originale. Kl'rt confessa che sulla Terra è in corso l'invasione Skrull e chiede a Rider di portarlo con lui per fermare l'attacco. Raggiunta l'orbita della Terra Kl'rt, seguito dagli altri Super-Skrull, sembra tradire Nova eliminandolo, in realtà utilizza i poteri della Donna Invisibile per far credere questo e permettergli, scampato il pericolo, di tornare sulla Terra e dare il suo contributo contro l'Invasione.
Arrivato al Progetto Pegasus, Nova contribuirà a fermare il tentativo degli Skrull di impossessarsene, aiutato nel compito dal redivivo Wendell Vaughn, trasformatosi in un essere composto di energia quantica dopo essere stato apparentemente ucciso da Annihilus.

### War of Kings
Nova scopre che l'Uni-mente ha iniziato a reclutare nuovi centurioni senza dirglielo. Quando scopre che Ego il Pianeta Vivente è diventata la nuova casa dei centurioni, si ribella e cerca di combattere l'Uni-mente. Con il risultato di essere strappato dal rango di centurione Nova.
Dato che il suo corpo è diventato dipendente dalla Forza Nova, ora che non ne è più provvisto inizia lentamente a morire. Come soluzione temporanea Wendall Vaughn gli presta le sue Bande Quantiche. Richard Rider diventa così il nuovo Quasar. Usando i suoi nuovi poteri, Rider va a salvare i centurioni Nova dagli effetti della Guerra dei Re. Facendo ciò, egli riguadagna il grado di centurione Nova Primo, con le scuse dell'Uni-mente.
La maggior parte dei centurioni viene portata a casa, tranne pochi eletti (tra cui il fratello di Richard, Robbie) che faranno parte dei nuovi centurioni con Nova come allenatore.

### Realm of Kings
Mentre controlla la Faglia (squarcio spazio-temporale effetto collaterale della Guerra dei Re), Rider scopre una nave spaziale appartenente al Nova Corps, dentro di essa c'è Zan Philo, un centurione dato per disperso molto anni prima. Philo diventerà il nuovo allenatore dei centurioni Nova.
Più avanti, Nova ritrova il suo vecchio alleato Darkhawk I due vengono trasportati all'interno della Faglia e finiscono in un mondo creato dalla Sfinge. Quest'ultima ha attratto a sé Richard (insieme a Freccia Nera, Mr. Fantastic e Namorita) per usarlo come "pedina" contro una versione più giovane di sé stesso. Alla fine Nova riuscirà con l'aiuto di Reed Richards a sconfiggere la Sfinge giovane ed egli tornerà insieme a Darkhawk nella sua linea temporale originale, nella quale salverà il Progetto P.E.G.A.S.U.S. dall'attacco di una versione malvagia di Quasar, venuta da un universo alternativo all'interno della Faglia.

### Età degli eroi
Durante l'Età degli eroi, Nova è un membro dei Vendicatori Segreti il cui leader è il Capitano Rogers. Inviato su Marte per indagare sulla famigerata Corona di Serpenti, viene impossessato dal grande potere di questa. La squadra di Steve riesce però a liberare Richard da quella maledizione. In seguito a questo evento, Nova lascerà i Vendicatori Segreti in quanto chiamato dai Guardiani della Galassia.

### L'Ordine di Thanos
All'inseguimento del malvagio Quasar alternativo, Richard raggiunge la Faglia, che La Chiesa Universale Della Verità sta allargando. Mentre Richard combatte per difendere i Kree e gli Shi'ar da delle creature provenienti dalla Faglia, viene aiutato da Quasar e Silver Surfer. Al gruppo si uniscono Gladiatore, Ronan L'Accusatore e Beta Ray Bill e si mettono all'inseguimento di Lord Mar-Vell, la versione alternativa e malvagia di Captain Marvel. Dopo aver fallito nel fermare Mar-Vell, Richard scopre che i Guardiani Della Galassia hanno bisogno di aiuto nella Faglia. Nel Cancroverso, Nova e i Guardiani guardarono Thanos sconfiggere Mar-Vell. Ora che deve affrontare un furioso Thanos, Rider assorbe la Nova Force dagli altri membri del Nova Corps per avere abbastanza forza per affrontarlo. Nova e Star-Lord riescono a trattenere Thanos per un po' di tempo per permettere ai loro compagni di lasciare la Faglia prima del collasso del Cancroverso. A Nova e Star-Lord, creduti morti, vengono dedicate due statue sul pianeta Hala.

### Ritorno
Sam Alexander, l'ultimo Nova, ritrova l'uni-mente di Xandar e gli chiede informazioni su come funziona il suo casco e scopre che lo spirito di suo padre non è nell'uni-mente. Lo spirito di Richard Rider si risveglia nell'uni-mente e ritorna sulla Terra di nuovo in vita per visitare sua madre. Tornato a casa, Rider viene a sapere che suo padre è morto e che Sam ha restituito il suo casco di Nova a sua madre.

## Poteri e abilità
Nova in origine possedeva una parte del potere del Nova Corps, un corpo di "polizia" intergalattico, e grazie ad esso poteva emettere onde di energia concussiva, era superforte e superesistente e poteva volare ad enormi velocità (nelle sue prime avventure si era soprannominato Nova il Razzo Umano).
Dopo gli eventi di Annihilation, Nova ha ottenuto l'intero potere dei Nova Corps, vedendo le sue abilità notevolmente aumentate. Ora è in grado di manipolare e generare l'energia gravimetrica, forma di energia che costituisce il nucleo di potere di tutto il corpo Nova, per l'emissione di raggi termici, onde percussive, campi di forza quasi impenetrabili.
Inoltre, i suoi poteri originali sono divenuti abbastanza forti da permettergli di competere con personaggi della potenza di Silver Surfer (quest'ultimo, comunque, è più forte di Nova). Infine, ha guadagnato il potere di aprire degli Stargate intergalattici attraverso i quali può valicare l'iperspazio e muoversi ad enormi velocità e, inoltre ha un potente fattore rigenerante.
Per riuscire a gestire questo potere, gli è stata fornita una Coscienza Secondaria, l'Unimente Xandariana. Essa lo guida nell'uso dei poteri, gli fornisce validi suggerimenti in battaglia ed è una forma costante di informazioni riguardanti ciò che accade nel resto dell'Universo. Nonostante ciò, l'Unimente può apparire a volte decisamente irritante, tant'è che Richard spesso tende a non ascoltarla ed agire secondo il suo istinto.

## Altre versioni

### Marvel Zombi
Nova compare nella storia autoconclusiva Marvel Zombies: Dead Days. Incapace di dominare la sua paura e l'orrore della carneficina attorno a lui, non riesce a difendersi quando l'Uomo Ragno, divenuto zombi, lo attacca. Fortunatamente per Nova in suo aiuto interviene Devil che però viene morso sotto i suoi occhi, troppo scioccato per aiutarlo. Nova e Thor vengono richiamati dai Fantastici Quattro e si uniscono agli altri eroi sopravvissuti sul cargo volante della S.H.I.E.L.D.. Il panico di Nova aumenta quando Nick Fury pianifica una ultima disperata difesa, affermando che il mondo è ormai morto. Nova dà comunque il suo aiuto nella battaglia finché non viene morso da Ms. Marvel. Divenuto zombi, partecipa nell'attacco, poi fallito, contro il castello del Dottor Destino (versione Ultimate).
La versione zombi di Nova è stata vista anche nella miniserie Marvel Zombi, prima di essere trivellato da frammenti metallici controllati da Magneto. Riesce ancora a muoversi quando in seguito insieme alla schiera di zombi attacca e cerca di divorare Silver Surfer, che gli procura un grosso buco nell'addome. Successivamente viene ucciso dai Galactus Zombi.

## Altri media

### Televisione
- Ha un cameo in un episodio della serie animata Silver Surfer.
- Compare in un episodio di Super Hero Squad Show.
- Nova compare anche nell'anime Disk Wars: Avengers.

### Videogiochi
- È un personaggio giocabile in Marvel Super Hero Squad: The Infinity Gauntlet, Ultimate Marvel vs. Capcom 3, LEGO Marvel Super Heroes, Marvel: Sfida dei campioni e Marvel vs. Capcom: Infinite.